# II. Leto Atreides
II. Leto Atreides Frank Herbert A Dűne regénysorozatának kitalált alakja. 

## Történet
Paul Atreides második fia, aki a homoksügérekkel való szimbiózisnak köszönhetően 3500 évig uralkodik. Istencsászárnak nevezik és totális diktatúrát vezet be az univerzumban. Célja az Arany Ösvényre vezetni az emberiséget. Az évezredek alatt lassan átváltoztatja magát homokféreggé, ez idő alatt kiirtja az Arrakis igazi homokférgeit. Uralkodása vége felé a Dűnén már nem terem fűszer, Leto saját készletéből utal ki, ezzel tartja kordában a nagyhatalmú, de fűszerfüggő társaságokat, például a Bene Gesseritet.
A Dűne istencsászára könyv az ő pályafutását taglalja.

## Képességek
- Gyakorlatilag örök életű
- Korlátozott jövőbelátó képességekkel rendelkezik
- Összes ősének genetikai emlékei benne élnek, az emlékképekből összeálló személyiségekkel pedig beszélgetni tud.